# Gheorghe Doja (Mureș)
Pour les articles homonymes, voir Gheorghe Doja.
Gheorghe Doja (Lukafalva en hongrois) est une commune roumaine du județ de Mureș, dans la région historique de Transylvanie et dans la région de développement du Centre.

## Géographie
La commune de Gheorghe Doja est située dans le centre du județ, au bord de la Niraj, sur le Plateau de Târnava, à 5 km à l'est de Ungheni et à 12 km au sud de Târgu Mureș, le chef-lieu du județ.
La municipalité est composée des cinq villages suivants (population en 2002) :
- Gheorghe Doja (514), siège de la municipalité ;
- Ilieni (395) ;
- Leordeni (383) ;
- Satu Nou (751) ;
- Tirimia (826).

## Histoire
La première mention écrite du village date de 1409 sous le nom de Lacafalva.
La commune de Gheorghe Doja a appartenu au royaume de Hongrie, puis à l'empire d'Autriche et à l'Empire austro-hongrois.
En 1876, lors de la réorganisation administrative de la Transylvanie, elle a été rattachée au comitat de Maros-Torda.
La commune de Gheorghe Doja a rejoint la Roumanie en 1920, au traité de Trianon, lors de la désagrégation de l'Autriche-Hongrie. Après le deuxième arbitrage de Vienne, elle a été occupée par la Hongrie de 1940 à 1944, période durant laquelle la petite communauté juive fut exterminée par les Nazis. Elle est redevenue roumaine en 1945.

## Politique
| Parti | Parti                                           | Sièges |
| ----- | ----------------------------------------------- | ------ |
|       | Union démocrate magyare de Roumanie (UDMR)      | 7      |
|       | Parti national libéral (PNL)                    | 2      |
|       | Parti populaire hongrois de Transylvanie (PPMT) | 2      |

## Religions
En 2002, la composition religieuse de la commune était la suivante :
- Réformés, 67,06 % ;
- Chrétiens orthodoxes, 24,32 % ;
- Catholiques romains, 2,92 %.

## Démographie
En 1910, la commune comptait 851 Roumains (22,87 %) et 2 864 Hongrois (76,97 %).
En 1930, on recensait 1 051 Roumains (27,84 %), 2 554 Hongrois (67,66 %), 16 Juifs (0,42 %) et 140 Tsiganes (3,71 %).
En 2002, 611 Roumains (21,29 %) côtoient 2 068 Hongrois (72,08 %) et 188 Tsiganes (6,55 %). On comptait à cette date 1 076 ménages et 1 119 logements.
| 1850  | 1880  | 1900  | 1910  | 1930  | 1956  | 1977  | 1992  | 2002  |
| ----- | ----- | ----- | ----- | ----- | ----- | ----- | ----- | ----- |
| 3 054 | 3 119 | 3 462 | 3 721 | 3 775 | 3 579 | 3 319 | 2 805 | 2 869 |

| 2007  | - | - | - | - | - | - | - | - |
| ----- | - | - | - | - | - | - | - | - |
| 2 889 | - | - | - | - | - | - | - | - |

## Économie
L'économie de la commune repose sur l'élevage et l'agriculture (cultures maraîchères notamment).

## Communications

### Routes
Gheorghe Doja est située sur la route régionale Ungheni-Acățari.

## Lieux et monuments
- Leordeni, église réformée de 1715.